# Aeroport Internacional de Tan Son Nhat
L'Aeroport Internacional de Tan Son Nhat (en vietnamita: Cảng hàng không quốc tế Tân Sơn Nhất, Sân bay Tân Sơn Nhất) és un aeroport de Ciutat Ho Chi Minh, a la República socialista del Vietnam, situat a 7 km al norest de Ciutat Ho Chi Minh. L'aeroport és la base central de Vietnam Airlines i Jetstar Pacific Airlines. Hi ha en construcció el nou Aeroport Internacional de Long Thanh en previsió d'entrar en funcionament el 2020.

## Aerolínies

### Terminal 1 (Vols nacionals)
- Jetstar Pacific Airlines (Da Nang, Hai Phong, Hanoi, Hue, Nha Trang, Vinh)
- Vietnam Airlines (Buon Ma Thuot, Chu Lai, Da Lat, Da Nang, Hai Phong, Hanoi, Hue, Nha Trang, Phu Quoc, Pleiku, Qui Nhon, Tuy Hoa, Vinh)
- Vietnam Air Service Company (VASCO) (Ca Mau, Con Dao, Da Nang, Rach Gia, Chu Lai, Tuy Hoa, Qui Nhon)

### Terminal 2 (Internacional)
- AirAsia (Kuala Lumpur)
  - Thai AirAsia (Bangkok-Suvarnabhumi)
- Air China (Beijing, Nanning)
- Air France (Bangkok-Suvarnabhumi, París-Charles de Gaulle)[2]
- All Nippon Airways (Tokyo-Narita)
- Asiana Airlines (Seoul-Incheon)
- Bangkok Airways (Bangkok-Suvarnabhumi)
- Cathay Pacific (Hong Kong)
- Cebu Pacific (Manila)
- China Airlines (Taipei-Taiwan Taoyuan)
- China Eastern Airlines (Shanghai-Pudong)
- China Southern Airlines (Guangzhou)
- EVA Air (Kaohsiung, Taipei-Taiwan Taoyuan)
- Finnair (Hèlsinki) [només en temporada]
- Garuda Indonesia (Jakarta, Singapore)
- Hong Kong Airlines (Hong Kong)
- Japan Airlines (Tokyo-Narita)
- Jetstar Asia Airways (Singapore)
- Jetstar Pacific Airlines (Bangkok-Suvarnabhumi, Singapore) [codi compartit]
- Korean Air (Busan, Seül-Incheon)
- Lion Air (Jakarta, Singapore)
- Lufthansa (Bangkok-Suvarnabhumi, Frankfurt)
- Malaysia Airlines (Kuala Lumpur)
- Mandarin Airlines (Taichung)
- Nokair (Bangkok-Don Mueang)
- Novair (Stockholm-Arlanda)
- Philippine Airlines (Manila)
- Qantas
  - Jetstar Airways (Darwin [a partir de setembre del 2008[3]], Sydney)
- Qatar Airways (Doha)
- Royal Brunei Airlines (Bandar Seri Begawan)
- Royal Khmer Airlines (Siem Reap)
- Shanghai Airlines (Shanghai-Pudong)
- Shenzhen Airlines (Shenzhen)
- Singapore Airlines (Singapore)
- Thai Airways International (Bangkok-Suvarnabhumi)
- Tiger Airways (Singapore)
- Uni Air (Kaohsiung)
- United Airlines (Hong Kong, Los Angeles [fins a l'1.9.8], San Francisco [a partir 2.9.8])
- Vietnam Airlines (Bangkok-Suvarnabhumi, Beijing, Busan, Frankfurt, Fukuoka, Guangzhou, Hong Kong, Kaohsiung, Kuala Lumpur, Los Angeles [begins 2008], Manila, Melbourne, Moscow-Domodedovo, Nagoya, Osaka-Kansai, Paris-Charles de Gaulle, Phnom Penh, Seoul-Incheon, Siem Reap, Singapore, Sydney, Taipei-Taiwan Taoyuan, Tokyo-Narita, Vientiane)
- Viva Macau (Macau)

### Aerolínies de mercaderies
- Cargoitalia (Dubai, Hong Kong)
- Cargolux (Luxembourg)
- China Airlines Cargo (Taipei-Taiwan Taoyuan)
- EVA Air Cargo (Taipei-Taiwan Taoyuan)
- Korean Air Cargo (Seoul-Incheon)
- Shanghai Airlines Cargo (Shanghai-Pudong)